# 薩波日基夫胡季爾
51°58′11″N 32°48′43″E / 51.96972°N 32.81194°E
薩波日基夫胡季爾（烏克蘭語：Сапожків Хутір），是烏克蘭的村落，位於該國北部切爾尼戈夫州，由諾夫哥羅德-謝韋爾斯基區負責管轄，面積0.46平方公里，海拔高度187米，2001年人口272，人口密度每平方公里591.3人。